# Leonard Wolfson, Baron Wolfson

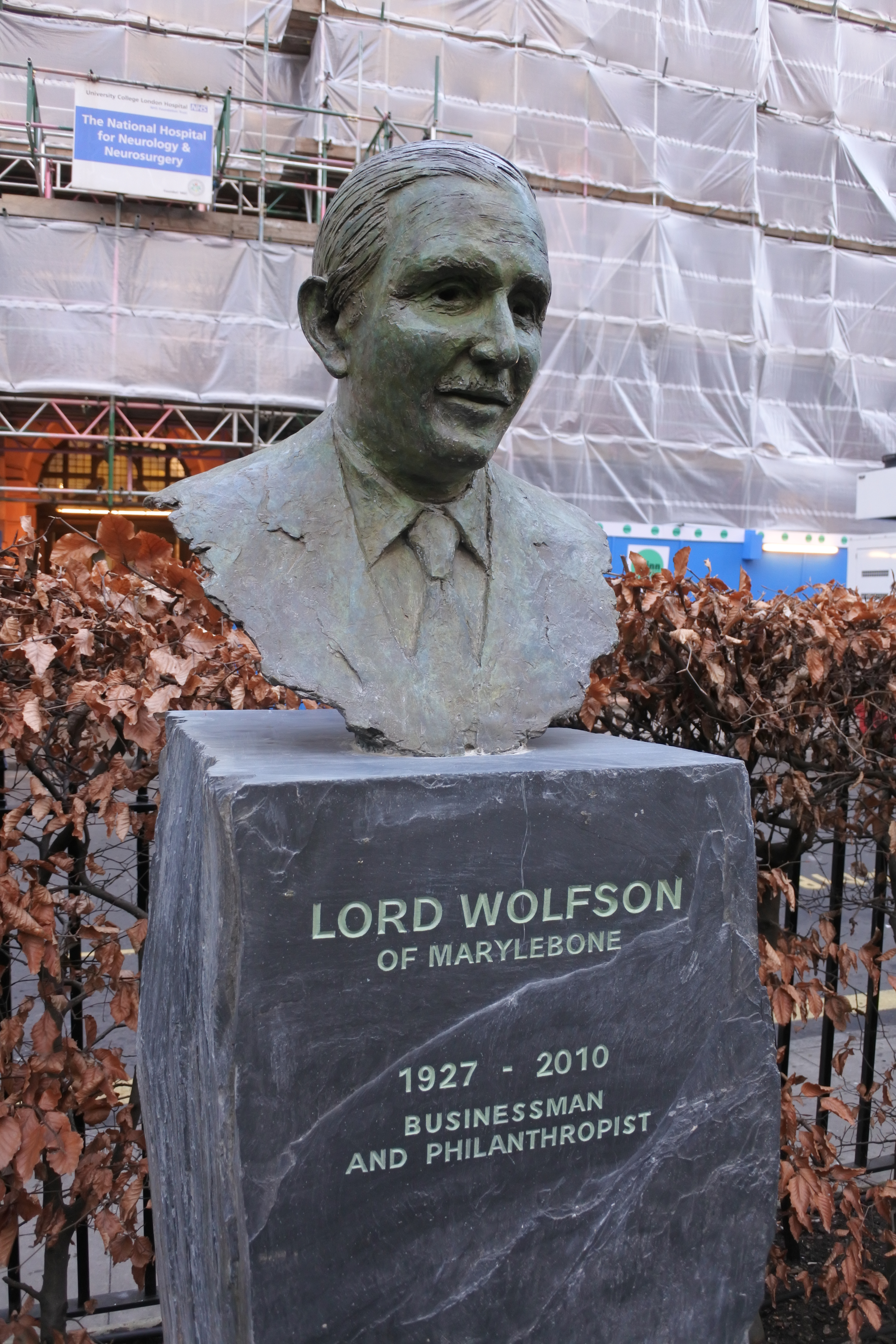
Leonard Wolfson, Büste, Queen's Square, London

Leonard Gordon Wolfson, Baron Wolfson FRS (* 11. November 1927 in London; † 20. Mai 2010 ebenda) war ein britischer Geschäftsmann, Philanthrop und Politiker (Conservative Party).

## Leben und Karriere
Leonard Gordon Wolfson wurde 1927 in London als Sohn von Sir Isaac Wolfson, 1. Baronet und dessen Frau Edith geboren. Isaac Wolfson, Sohn eines russisch-jüdischen Einwanderers, der sich in Glasgow niedergelassen hatte und seinen Lebensunterhalt dort als Möbeltischler verdiente, stieg als junger Mann in das Möbelgeschäft seines Vaters ein und wurde später Millionär. Leonard Wolfson besuchte die King’s School in Worcester.
Wolfson war für die Great Universal Stores plc (GUS plc) tätig, zunächst ab 1952 als Direktor. 1962 wurde er Geschäftsführender Direktor (Managing Director) der GUS plc und war von 1981 bis 1996, zunächst gemeinsam mit seinem Vater, deren Vorstandsvorsitzender. Da sein Vater zunehmend unter der Alzheimer-Krankheit litt, war Leonard Wolfson de facto Alleinverantwortlicher. Isaac Wolfson starb 1991. Zu dieser Zeit hatte das Unternehmen einen geschätzten Firmenwert von 3 Milliarden Pfund. Von seinem Vater erbte Leonard Wolfson den 1962 in der Baronetage of the United Kingdom verliehenen Titel Baronet, of St Marylebone in the County of London. 1996 trat er in den Ruhestand und übergab das Amt des Vorstandsvorsitzenden an seinen Cousin David Wolfson, Baron Wolfson of Sunningdale.
Wolfson und seine Eltern waren 1955 Gründungstreuhänder (founder trustees) der Wolfson Foundation, einer Charity-Organisation. Mit einem Stiftungsvermögen von GUS-Aktien im Wert von 6 Millionen Pfund setzte sie sich für Fortschritte in den Bereichen Gesundheit, Bildung, Naturwissenschaften, Kunst und Geisteswissenschaften ein. Wolfson war ab 1972 Präsident der Wolfson Foundation. Zu seinen wichtigsten Leistungen gehörte der zunehmende Erfolg des Wolfson College in Cambridge und des Wolfson College in Oxford, die von der Wolfson Foundation großzügig finanziell unterstützt wurden. Die Wolfson Foundation unterstützt auch die Hospizbewegung, deren Anhänger Wolfson war. Sie verleiht auch den Wolfson History Prize. Wolfson hatte zeit seines Lebens großes Interesse an Geschichte. Er ernannte Historiker wie beispielsweise Alan Bullock und John H. Plumb zu Mitgliedern des Treuhandrates der Wolfson Foundation und begründete 1972 den Wolfson History Prize für Bücher, welche wissenschaftliche Forschung und breite Lesbarkeit für das allgemeine Lesepublikum miteinander verbanden. Bei beiden Colleges war er Honorary Fellow. Er war außerdem Mitglied im Treuhandrat der Wolfson Foundation.
1977 wurde er zum Ritter (Knight Bachelor) geschlagen. Von 1978 bis 1996 war er Vorstandschef bei Burberrys Ltd. Er war in der Jüdischen Gemeinde aktiv. Er war von 1972 bis 1982 Präsident von Jewish Welfare, teilte aber nicht die orthodoxe Einstellung seines Vaters. Von 1988 bis 1994 war er Mitglied des Treuhandrates (Trustee) des Imperial War Museum.
Er war seit 2006 Präsident der Londoner Charity-Organisation, die das israelische Shaare Zedek Hospital unterstützte, sowie Ehrenpräsident der British Technion Society, die Geld für die Technion University in Haifa sammelt.
Er war auch Fellow des Birkbeck College und Honorary Fellow des St Catherine’s College an der University of Oxford, des Worcester College, Oxford und der Royal Academy of Music. 1976 wurde er Schirmherr (Patron) des Royal College of Surgeons. Seit 1988 war er Honorary Fellow des Royal College of Surgeons. 2005 wurde er mit dem President’s Award der Hebrew University of Jerusalem ausgezeichnet. Im selben Jahr wurde er Fellow der Royal Society.
1990 unterstützte er Michael Heseltine bei dessen Kandidatur zum Vorsitz der Conservative Party. In späteren Jahren sprach er sich für eine Mitgliedschaft Großbritanniens in der Europäischen Währungsunion aus. Wolfson war auch Kunstsammler mit einer wertvollen Privatsammlung.
Wolfson starb am 20. Mai 2010 im Alter von 82 Jahren. Da er keine Söhne hinterließ, erlosch sein Baronettitel bei seinem Tod.

## Mitgliedschaft im House of Lords
Am 13. Juni 1985 wurde er zum Life Peer als Baron Wolfson, of Marylebone in the City of Westminster, erhoben. Seine Antrittsrede hielt er am 13. November 1985. Zu seinen politischen Interessen zählte er das Gesundheitswesen.
Er war seit 10. Oktober 2008 aufgrund eines durch das House of Lords gewährten Leave of Absence dauerhaft beurlaubt.

## Ehrungen
1989 wurde Wolfson mit dem Winston Churchill Award der British Technion Society geehrt.
Wolfson wurde 2001 Fellow des Israel-Museum und 2003 bei der Royal Albert Hall. Er war auch Fellow des Somerville College an der University of Oxford, des University College London, der London School of Hygiene and Medicine seit 1985, des Queen Mary and Westfield College ebenfalls seit 1985, der University of Westminster seit 1991, des Imperial College London ebenfalls seit 1991 und seit 1999 bei der London School of Economics. 2001 wurde er Fellow des Institute of Education der University of London und des Israel Museum. 2008 wurde er Fellow des Ashmolean Museum in Oxford.
1972 wurde Wolfson von der University of Oxford mit dem Ehrendoktortitel eines Doctor of Civil Law ausgezeichnet. Im selben Jahr wurde er von der University of Strathclyde mit einem Ehrendoktor der Rechtswissenschaft geehrt. Ebenfalls erhielt er diesen Titel 1979 von der University of Dundee und 1982 von der University of Cambridge sowie ebenfalls 1982 von der University of London. Er wurde mit der Ehrendoktorwürde der University of Hull 1977, der University of Wales 1984, der University of East Anglia 1986, der University of Sheffield 2005, der University of Cape Town 2008 sowie dem Imperial College London ausgezeichnet.
Wolfson erhielt den Ehrendoktortitel (Hon DUniv) von folgenden Universitäten: 1990 University of Surrey, 1997 University of Glasgow und 2003 Loughborough University. 1992 wurde er Ehrendoktor der Medizin (Hon MD) der University of Birmingham. Er ist Ehrendoktor der Philosophie der Tel Aviv University seit 1971, der Hebrew University seit 1978 und der Bar Illan University 1983 und des Weizmann-Institut für Wissenschaften seit 1988. Er wurde 1996 Ehrendoktor der University of Edinburgh und 2002 Honorary Fellow der Royal Institution.
1977 wurde er Fellow des Royal College of Physicians. 1986 wurde er Honorary Fellow der British Academy. 1997 wurde er Honorary Fellow der Royal Academy of Engineering. 2006 wurde er Companion des Royal College of Surgeons of Edinburgh, seit 1997 war er dort bereits Ehrenmitglied.

## Familie
Wolfson hatte vier Töchter, die alle verheiratet sind und Kinder haben. Er hatte außerdem eine Stieftochter und einen Stiefsohn. In erster Ehe war er ab 1949 mit Ruth Sterling verheiratet. Wolfson heiratete 1991 Estelle Feldman, die Witwe eines Wirtschaftsprüfers.